# Tiffany Thornton
Tiffany Dawn Thornton (* 14. únor 1986, College Station) je americká herečka, komička, zpěvačka a skladatelka písní. V Česku je nejvíce známá pro roli Tawni Hart v Disney Channel sitcomech Sonny ve velkém světě a So Random!

## Život

### Mládí
Tiffany Thornton se narodila 14. února 1986 ve městě College Station v Texasu, kde vystudovala státní univerzitu Texas A&M University. Svého pěveckého talentu využívala už od dětství, kdy začala zpívat v kostele a později na univerzitě byla při každé sportovní akci pověřena zazpíváním státní hymny.

### Kariéra
Tiffany Thornton debutovala v roce 2004 v epizodě televizního sitcomu Quintuplets. Působí převážně v televizi; zahrála si například v seriálech 8 Jednoduchých pravidel, Americké sny, O.C., Zoufalé manželky, That's So Raven, Jericho, Kouzelníci z Waverly nebo Hannah Montana.
V roce 2009 získala roli Tawni Hart v Disney Channel seriálu Sonny ve velkém světě a později i v Disney televizním filmu Maskot Pete. Seriál Sonny ve velkém městě skončil 2. ledna 2011 a nahradil ho nový seriál, So Random!, který měl premiéru 5. června 2011.
Mezi lety 2015–2016 vystupovala také v rádiu KLAZ se sídlem v Hot Springs v Arkansasu. Byla jednou z moderátorek ranní show s názvem „Kramer and Tiffany“ a moderovala také svou vlastní polední show.
Od poloviny roku 2016 pracuje jako náborová poradkyně v soukromé křesťanské vysoké škole Champion Christian College v Hot Springs.

### Osobní život

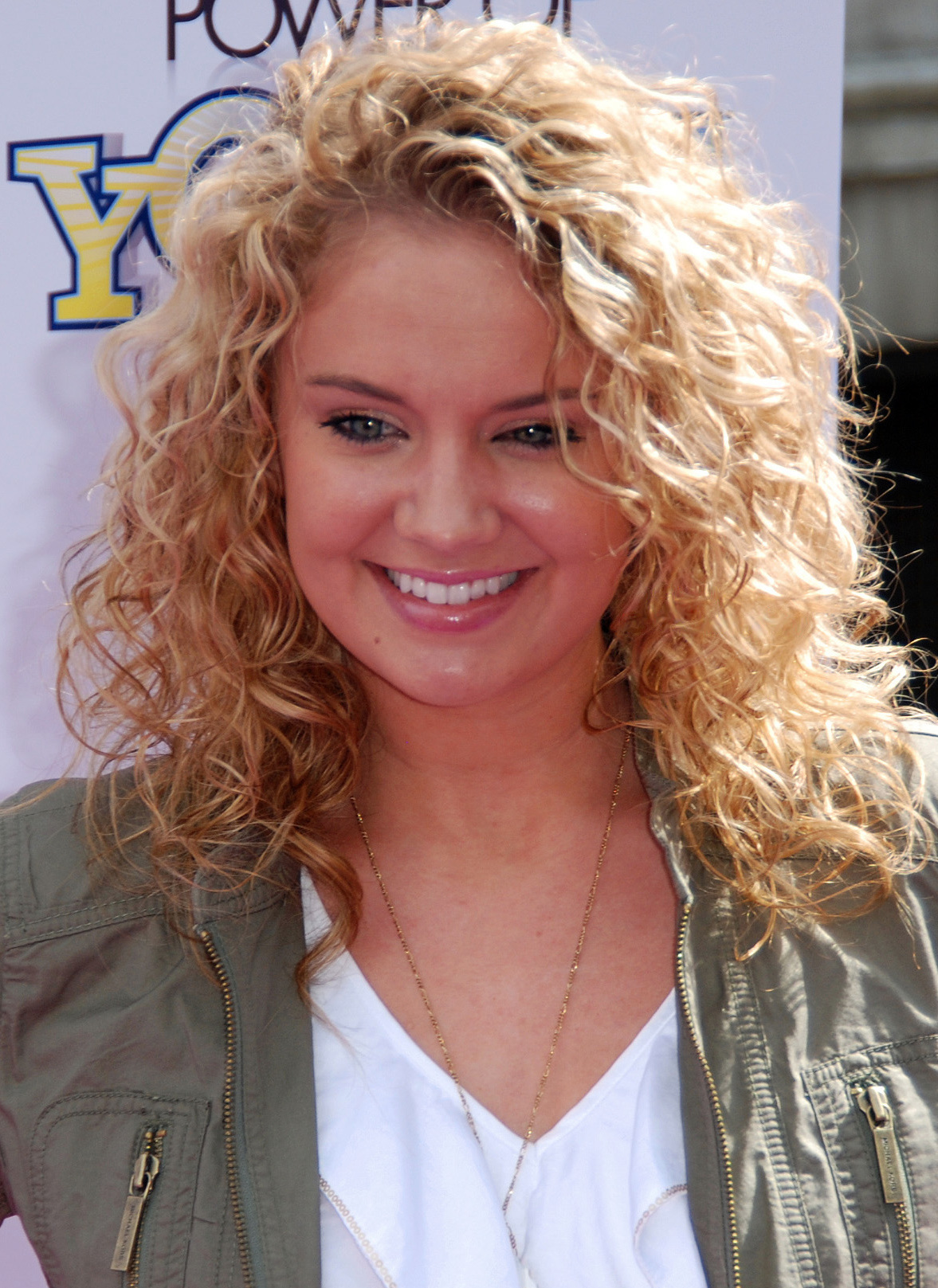
Tiffany Thornton v roce 2010

Tiffany Thornton se v prosinci 2009 zasnoubila se soudním zřízencem Christopherem Carneyem a 12. listopadu 2011 se vzali v arkansaských zahradách Garvan Woodland Gardens v národním parku Hot Springs National Park. Jednou z jejich družiček byla i zpěvačka a herečka Demi Lovato, která také údajně chytila kytici.
Dne 14. srpna 2012 se jí narodil první syn Kenneth James Carney a 25. října 2013 se jí narodil druhý syn Bentley Cash Carney. O dva roky později, 4. prosince 2015 však její manžel Carney zemřel při autonehodě.
V lednu 2017 navázala vztah s rodinným přítelem Josiahem Capacim, kterého si nakonec vzala 7. října téhož roku. Dne 9. listopadu 2018 se jim narodilo první společné dítě – její první dcera Juliet Joy Capaci a 21. července 2021 se jim narodila druhá dcera Kimber Jo.
Tiffany Thornton je křesťanka.

## Filmografie

### Seriály
- 2004 Quintuplets (1 epizoda, režie Andy Cadiff)
- 2004 8 Simple Rules... for Dating My Teenage Daughter (1 epizoda, režie James Widdoes)
- 2005 American Dreams (2 epizody, režie Emily Whitesellová a Mark Piznarski)
- 2005–2006 O.C. (3 epizody, režie Tony Wharmby a Ian Toynton)
- 2006 Zoufalé manželky (1 epizoda, režie David Grossman)
- 2006 That's So Raven (1 epizoda, režie Richard Correll)
- 2006 Jericho (1 epizoda, režie Jon Turteltaub)
- 2007 Side Order of Life (1 epizoda, režie David Paymer)
- 2007 Kouzelníci z Waverly (1 epizoda, režie Mark Cendrowski)
- 2007–2008 Hannah Montana (2 epizody, režie Shannon Flynn a Roger Christiansen)
- 2009–2011 Sonny ve velkém světě (47 epizod)
- 2010 Rybičky (1 epizoda, režie William Reiss a Maxwell Atoms) – dabing
- 2010 Kick Buttowski: Suburban Daredevil (1 epizoda, režie Chris Savino) – dabing
- 2011–2012 So Random! (26 epizod)
- 2012–2013 Doktorka Plyšáková (2 epizody)
- 2014–2015 Muertoons (6 epizod)

### TV filmy
- 2007 Hell on Earth (režie Dennie Gordon)
- 2009 Maskot Pete (režie Stuart Gillard)
- 2012 Prezidentské volby (režie Jay Roach)

### Filmy
- 2013 Unlucky Charms (režie Charles Band)
- 2014 The Dog Who Saved Easter (režie Sean Olson)